# Richard Robert Madden

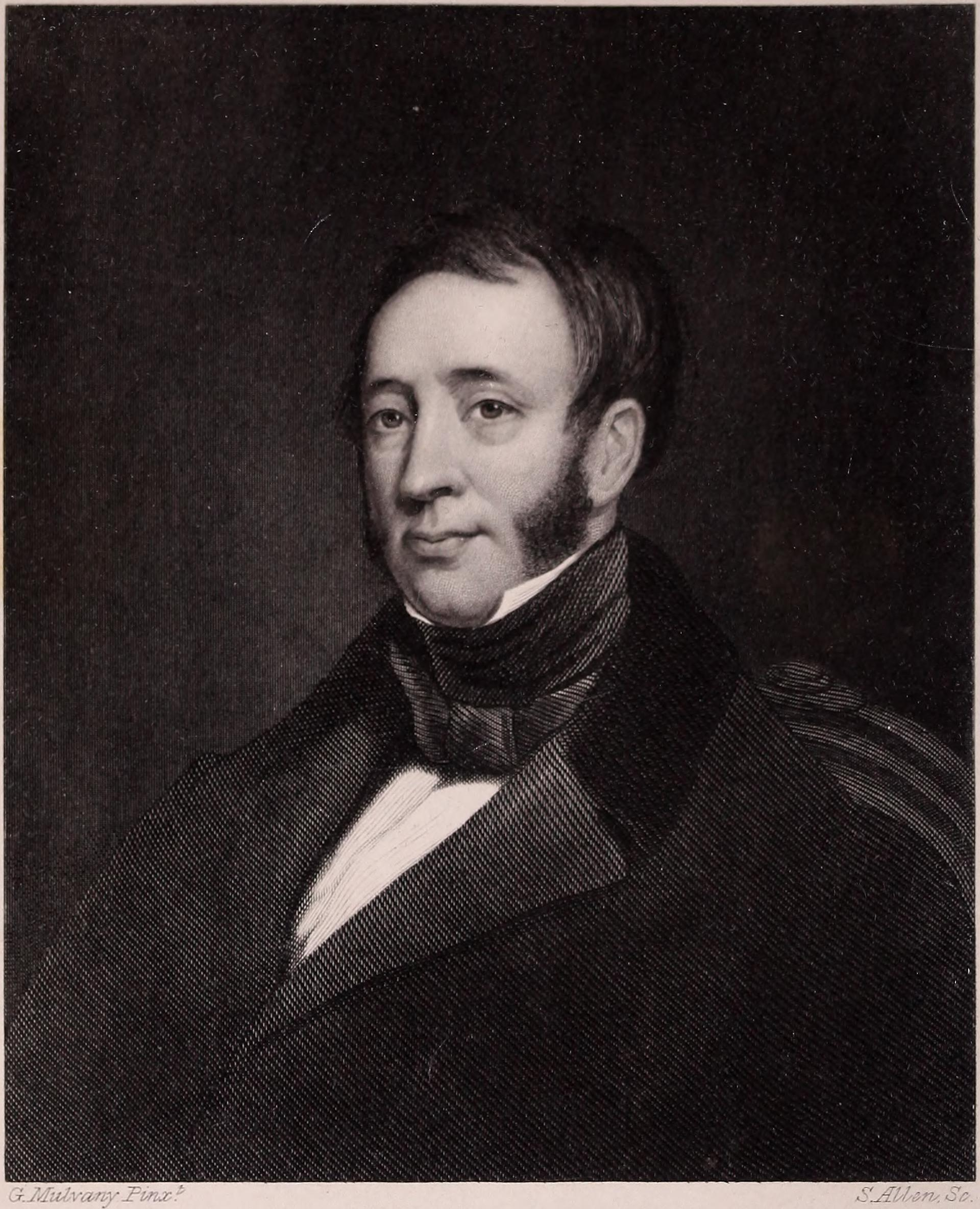
Richard Robert Madden (United Irishman)

Richard Robert Madden (* 20. August 1798 in Dublin; † 5. Februar 1886 in Booterstown bei Dublin) war ein irischer Arzt, Schriftsteller und Historiker der Gesellschaft der Vereinigten Iren und setzte sich als Abolitionist aktiv dafür ein, Regelungen gegen die Sklaverei auf Jamaika einzuführen.

## Leben
Madden war das jüngste von einundzwanzig Kindern von Edward Madden (November 1739–20. November 1830), eines reichen Dubliner Kaufmanns und dessen zweiter Ehefrau (seit 1777) Elizabeth (geborene Forde, * 1754), die jüngste Tochter von Thaddeus Forde, Esq. of Corry, County Leitrim und dessen Frau aus dem Hause Lyons, of Lyonstown, County Roscommon. Zuvor war der Vater mit der Schwester von Edward Duras, einem wohlhabenden Fabrikanten aus Bordeaux, verheiratet, mit der er bereits 10 Kinder hatte. Er studierte Medizin und besuchte dafür unter anderem von 1820 bis 1824 Vorlesungen in Paris und Neapel. Seinen Abschluss als MD erhielt er an der Universität in Erlangen.
Im Jahr 1824 besuchte Madden in Begleitung von Moses Montefiore erstmals das Reich der Türken. In den nächsten drei Jahren praktizierte er als Arzt in verschiedenen Teilen der Türkei, Palästinas und Ägyptens. So war er unter anderem medizinischer Berater des Despoten und Khedive Muhammad Ali Pascha, dessen Biografie er später veröffentlichte. Als solcher machte die Bekanntschaft der einst berühmten Abenteurerin Lady Hester Stanhope. Im November 1827, als er aus Ägypten zurückkehren wollte, wurde das Schiff (eine englische Brigg), das sich von Sour aus auf der Überfahrt nach Damiette befand, von griechischen Piraten unter der Führung von Kapitän Spiro Calfetto gekapert. Dies war zu jener Zeit keine Seltenheit, so war Madden 1827 beispielsweise auf einer dreitägigen Reise von Tiberias nach Jaffa fünf Mal in die Hände von Banditen geraten. Nach der Schlacht von Navarino segelten Madden und Montifiores von Alexandria aus über Malta nach Neapel, wo er verweilte und eine Praxis als Arzt eröffnete und die Bekanntschaft mit William Gell und anderen Prominenten machte, die dort lebten.

## Aktivitäten in London

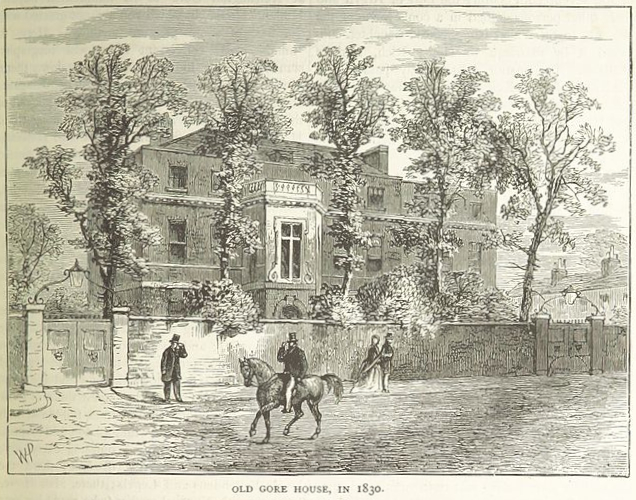
Das alte Gore House

Madden kehrte nach England zurück und wurde 1829 Mitglied des Royal College of Surgeons of England und später Fellow dieser Einrichtung. Er praktizierte zunächst in Mayfair in London und später in Maidstone und St. Leonards. In London nahm er seine Kontakte zu Lady Marguerite und ihrem Mann Charles Gardiner, 1. Earl of Blessington (1782–1829) wieder auf, die er in Neapel kennengelernt hatte. Er wurde einer der Vertrauten eines Zirkels, der sich zu dieser Zeit im Gore House traf und zu dem Männer wie die Lords Brougham, Holland, Palmerston und John Russell, oder Dichter wie Thomas Campbell; Thomas Macaulay und Charles Mathews ebenso gehörten wie Charles Dickens, Washington Irving, Walter Savage Landor und weitere bekannte Männer aus literarischen und politischen Kreisen.

## Einsatz in den Kolonien
Im Jahr 1833 trat Madden im englischen Regierungsdienst ein und wurde zum Friedensrichter auf Jamaika ernannt. Er schiffte sich in Falmouth auf der „H.M.S. Eclipse“ ein. Am 3. Oktober 1833 erreichte er sein Jamaika. Hier betätigte sich in den Bereich der Philanthropie und der Literatur. Ab 1836 fungierte er als Superintendent der befreiten Afrikaner beim britischen Kolonialamt in Havanna und 1839 am Gemischten Kommissionsgericht des Auswärtigen Amtes ernannt. Er setzte sich engagiert für die Linderung der Härte der Knechtschaft und die Verbesserung der Lebensbedingungen der Sklaven ein. Dies führte dazu, dass er neben massiven Anfeindungen aus den Reihen der westindischen Sklavenhändler und -halter sogar einmal knapp einem Mordanschlag entging. 1841 wurde Madden von Lord John Russell zum Untersuchungskommissar über den Sklavenhandel an der Westküste Afrikas ausgewählt. Hier musste er feststellen, dass sich hinter der harmlosen Bezeichnung englisch Pawn System ‚Farmer System‘ unter der Aufsicht der Behörden in den von der Regierung errichteten Festungen und Posten zum Schutz der Neger ein Sklavereistaat verbarg. Der Bereich der Madden zugeteilt war, umfasste die Überwachung der Gebiete an der Westküste Afrikas von Gambia bis Cape Coast Castle in Ghana. Von 1843 bis 1846 lebte er in Spanien und Portugal. Er wurde während seines Aufenthalts in Lissabon zum Mitglied der Akademie der Medizinischen Wissenschaften gewählt. Im Jahr 1847 wurde Madden zum Kolonialminister von Westaustralien ernannt. Von dieser Position zog er sich 1848 zurück, als er über dem tragischen Tod seines ältesten Sohnes William Forde Madden informiert wurde. Kurz nach seiner Rückkehr in die Heimat übernahm Madden 1850 das Amt des Sekretärs des Loan Fund Board (Darlehensfond) in Dublin. Dieses Amt bekleidete er bis 1880.

## Familie

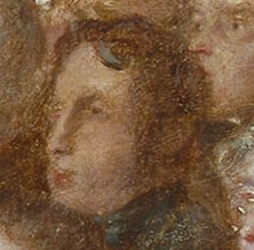
Richard Robert Madden in einem Gemälde von Benjamin Robert Haydon

Zu Beginn seiner beruflichen Laufbahn in England Madden Harriet (geborene Elmslie; 15. August 1801–7. Februar 1888), die jüngste Tochter des Kaufmanns und Sklavenhalters John Elmslie, Esq. (1739–1822).
- William Forde Madden (1829–29. März 1848), war ein Ingenieurs, der gerade erst sein Studium an der Polytechnischen Hochschule für Ingenieurwissenschaften in Paris abgeschlossen hatte. Er ertrank im Shannon, während er seines ersten beruflichen Auftrags zur Linderung der damals in Irland herrschenden Not.
- Thomas More Madden (1838–14. April 1902) wurde wie sein Vater Doktor der Medizin, war Mitglied des Lloyd College of Physicians in Irland und des Surgeons in England sowie ein Fellow des Royal College of Surgeons in Edinburgh
  - Richard Robert Madden, Junior (* 1809) wurde ebenfalls Doktor der Medizin
- ein Sohn starb früh

## Werke (Auswahl)
- Travels in Turkey, Egypt, Nubia, and Palestine in 1824–1827. Colburn, London 1829 (Reisebeschreibungen).
- The Mussulman. H. Colburn and R. Bentley, London 1830 (archive.org), erschien auch in einer deutschen Übersetzung als Der Muselmann.
- The United Irishmen, their lives and times. 1843 (umgearbeitet 1858, 4 Bände, mit Details zu den Ursachen des irischen Aufstandes von 1798).
- The shrines and sepulchres of the old and new world. 1851.
- The life and martyrdom of Savonarola. 1854.
- The literary Life and Correspondence of the Countess of Blessington. 2. Auflage, 2 Bände, Harper, New York 1855 (archive.org, archive.org).
- Memoirs of the countess of Blessington. 1853.
- Phantasmata, or illusions and fanaticisms of an epidemic character. 1857.
- Galileo and the inquisition. 1863.
- History of Irish periodical literature. 1867.